# Castillo de Montmuran
El castillo de Montmuran se encuentra en la comuna de Les Iffs (Ille-et-Vilaine, Francia). Está catalogado como Monumento Histórico.
Está compuesto por dos torres del siglo XII al norte y por un imponente castillete del siglo XIV con dos torres que protegen la entrada principal, defendida a su vez por un foso y dos puentes levadizos todavía funcionales.
La parte central data del siglo XVII y XVIII y alberga diferentes salas. Cuenta también con una capilla. La posición dominante del castillo le ofrece una vista panorámica sobre los campos colindantes.

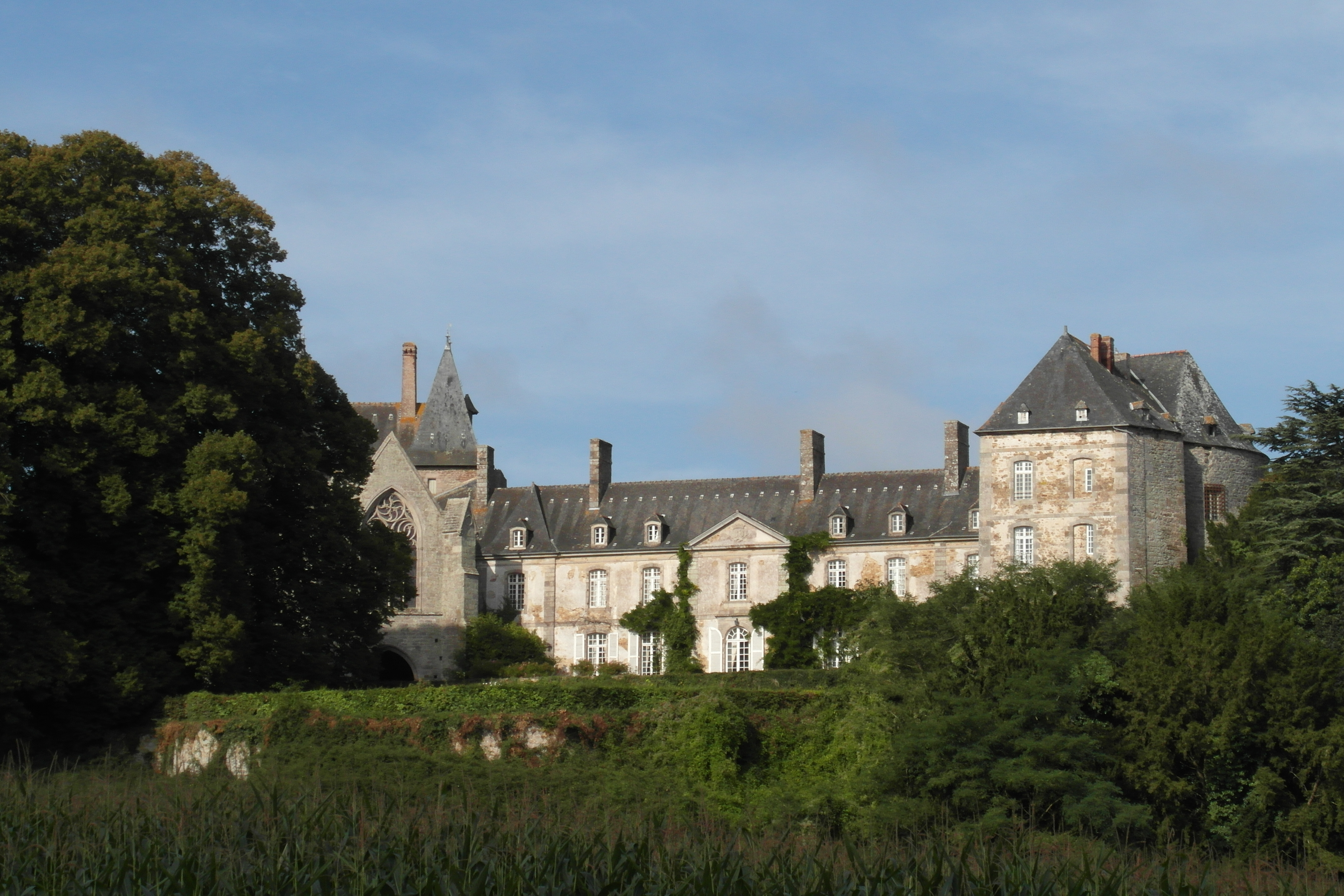
Vista desde la terraza trasera
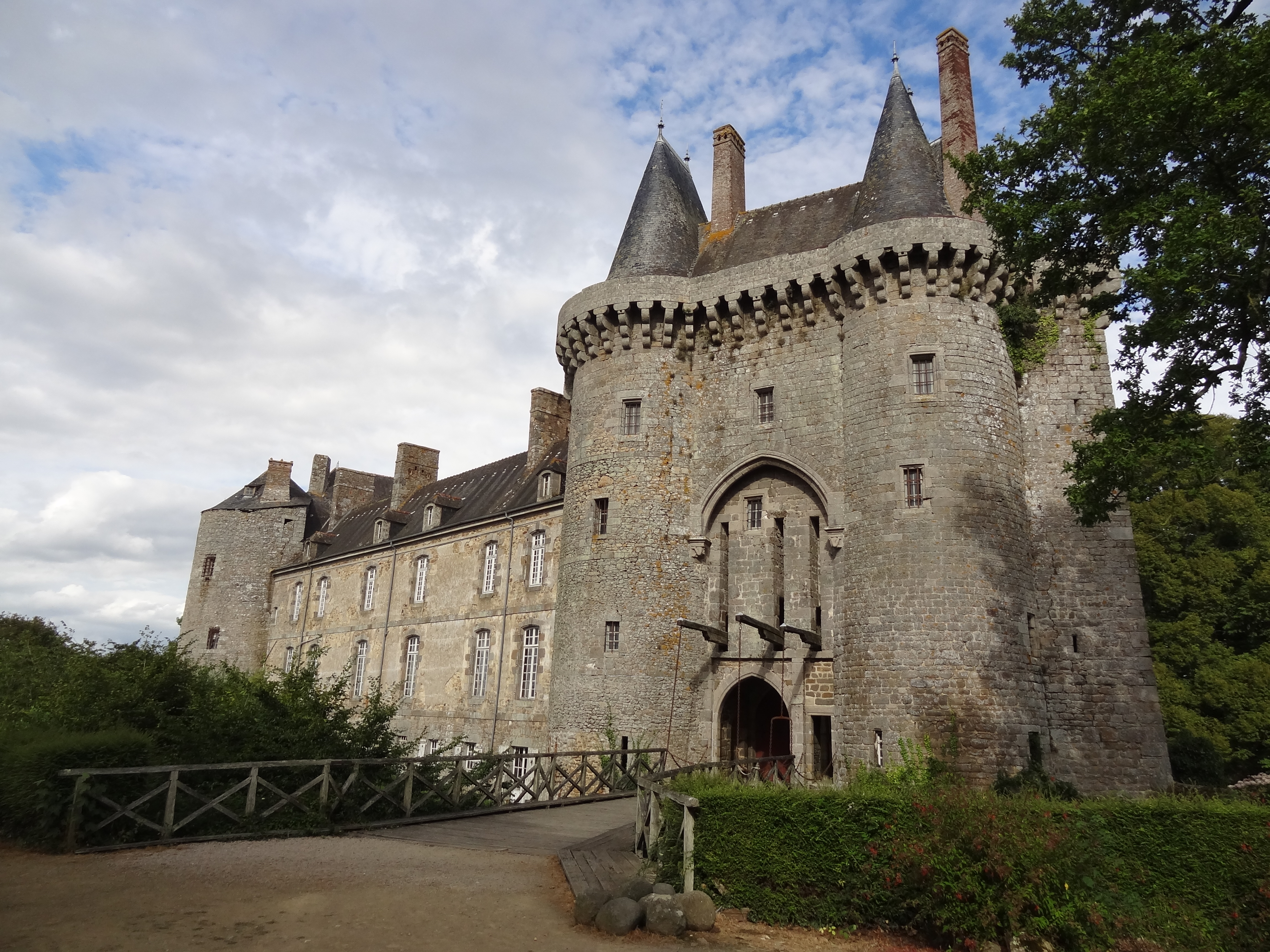
Entrada y puentes levadizos
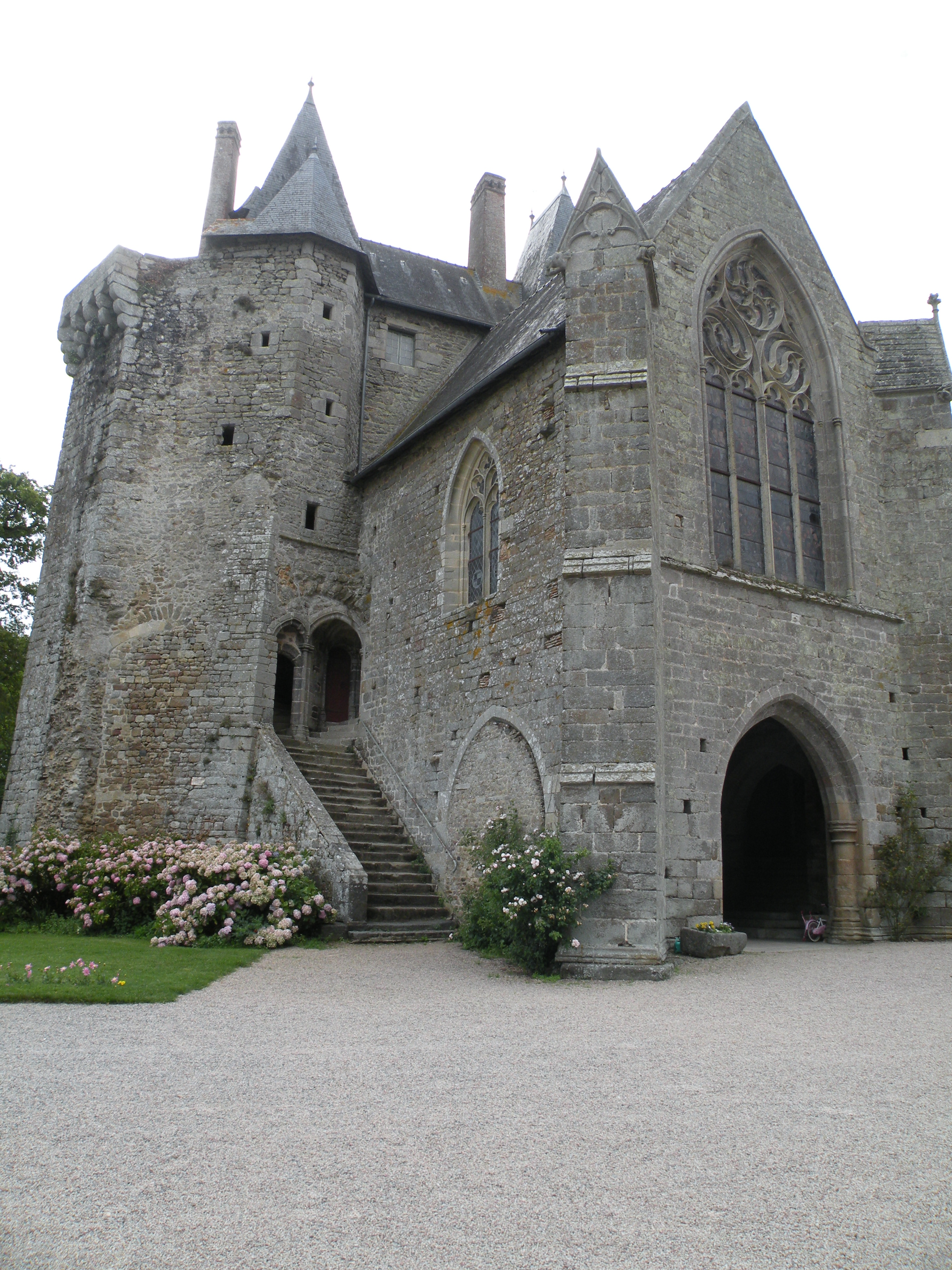
La capilla
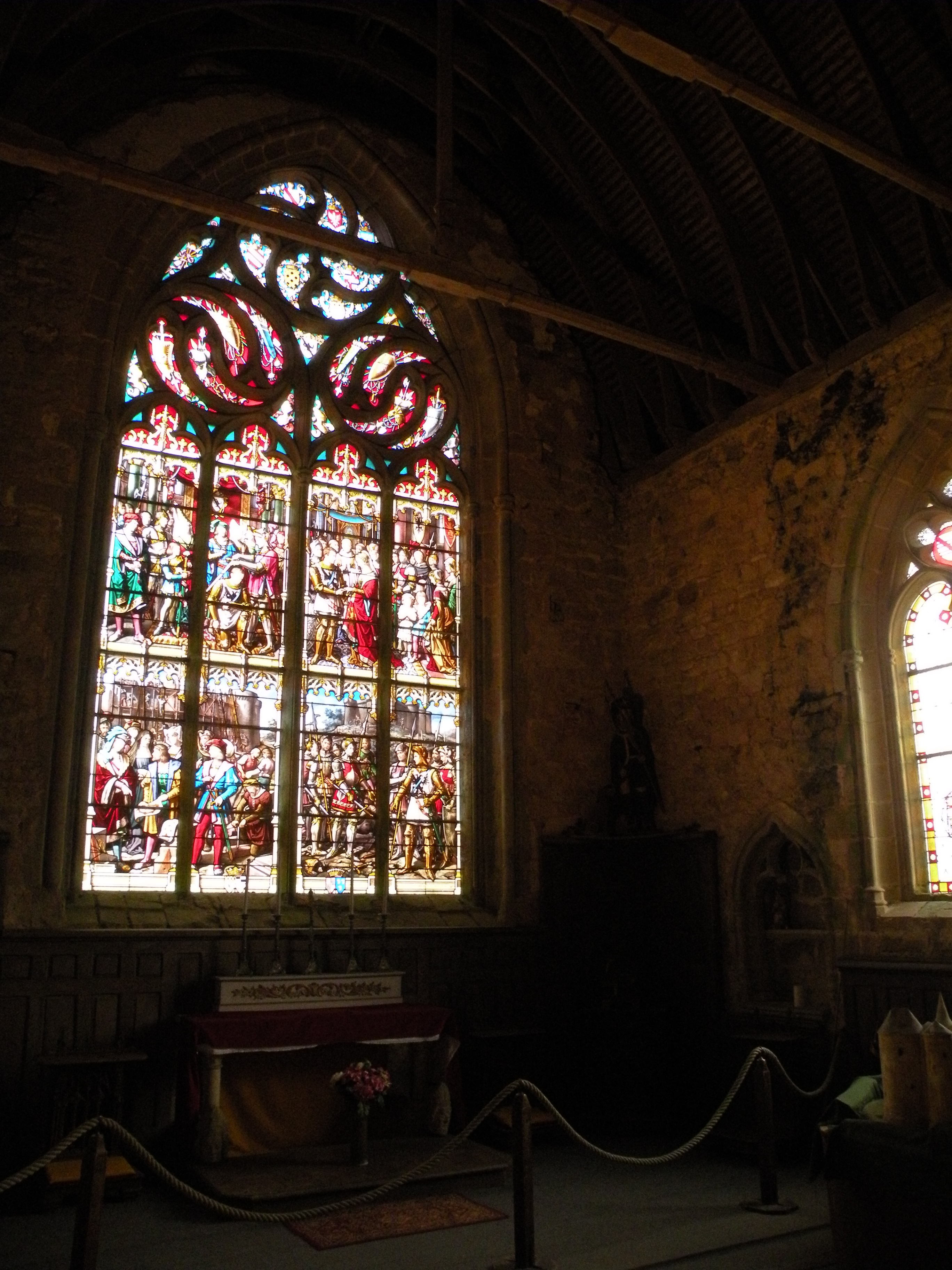
Interior de la capilla y vidrieras con escudos de Francia y de los Montmorency-Laval
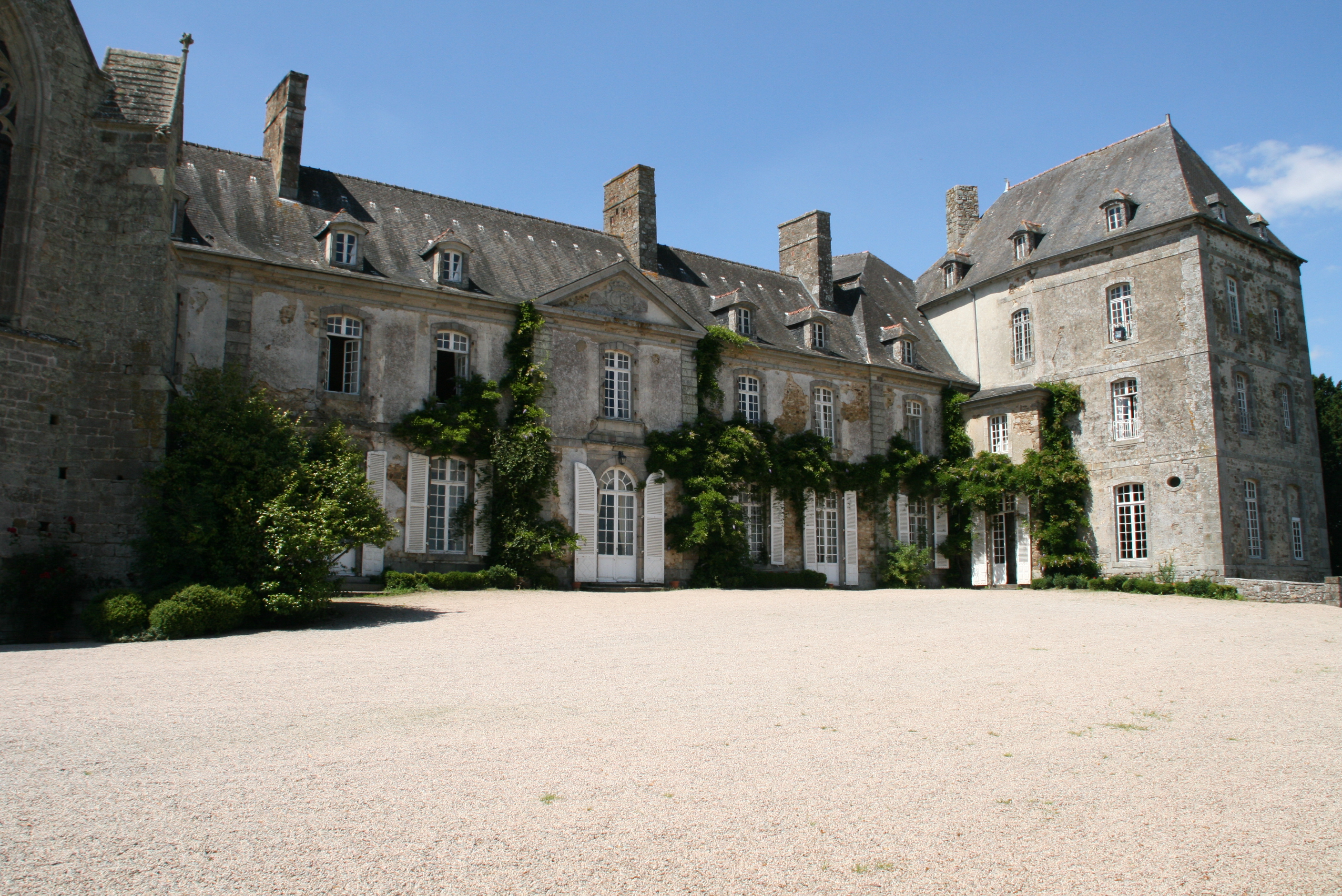
Fachada del siglo XVII

- Datos: Q2970026
- Multimedia: Château de Montmuran / Q2970026